# Epidiaspis montana
Epidiaspis montana är en insektsart som först beskrevs av Cockerell 1896.  Epidiaspis montana ingår i släktet Epidiaspis och familjen pansarsköldlöss. Inga underarter finns listade i Catalogue of Life.